# Pidgeot
Pidgeot is een Pokémon met nummer 18 in de Pokédex. Het is een Pokémon van het vliegende type, die is voortgekomen uit Pidgey en Pidgeotto. Pidgey evolueert in level 18 in Pidgeotto en in level 36 evolueert deze dan weer in Pidgeot. Pidgeot heeft vele aanvalsmogelijkheden: zo kan hij bijvoorbeeld wing attack (vleugelaanval) leren en ook wordt meestal fly (vliegen) geleerd. 
Pidgeot komt niet erg veel voor in de verhaallijn van de televisieseries van Pokémon. De enige keer dat hij eigenlijk echt in de hoofdrol staat is wanneer hij evolueert uit Pidgeotto en Ash Ketchum hem uiteindelijk zijn eigen weg laat gaan.
In de Pokémonspellen is Pidgeot volgens kenners een handige pokémon ,vooral vanwege de snelheid. Men kan Pidgeot alleen niet in het wild vangen. Men moet eerst een Pidgeotto of Pidgey vangen en die dan trainen tot Pidgeot.

## Ruilkaartenspel
Er bestaan zeven standaard Pidgeot kaarten, één Falkner's Pidgeot kaart en één Aaron's Pidgeot kaart. Deze hebben allemaal het type Colorless als element, en de twee laatst genoemden zijn enkel in Japan uitgebracht. Verder bestaat er nog één Pidgeot δ-kaart, met types Lightning en Metal.

### Falkner's Pidgeot (VS 1)
Falkner's Pidgeot (Japans: ハヤトのピジョット Hayato's Pigeot) is een Colorless-type Basis Pokémonkaart. Het maakt deel uit van de Pokémon VS expansie. Hij heeft een HP van 60 en kent de aanvallen Whirlwind en Quick Turn. Whirlwind is een aanval in de spellen die Pidgeot leert op level 17. Falkner's Pidgeot kent in de tekenfilmseries ook Whirlwind.